# Torneig Gaspar Matas
El Torneig Gaspar Matas fou un torneig d'estiu amistós de futbol que es disputava a la vila de Palamós, a la comarca del Baix Empordà, a Catalunya. El torneig va començar a disputar-se el 1980 i la seva última edició va ser la del 2012. El torneig duia el nom de Gaspar Matas, fundador del Palamós CF (club degà del futbol català) el 1898. Els partits es disputaven primer en el Camp de Cervantes i, a partir de 1989, en el Nou Estadi de Palamós.

## Palmarès
| Any  | Edició | Campió           | Resultat  | Subcampió      |
| ---- | ------ | ---------------- | --------- | -------------- |
| 1980 | I      | CD Malgrat       | 2-0       | Palamós CF     |
| 1981 | II     | CE Júpiter       | 1-1 (pen) | Palamós CF     |
| 1982 | III    | Palamós CF       | 4-1       | CE Farners     |
| 1983 | IV     | RCD Español B    | 3-2       | CE Farners     |
| 1984 | V      | Palamós CF       | 4-2       | FC Palafrugell |
| 1985 | VI     | Girona FC        | 2-0       | Palamós CF     |
| 1986 | VII    | Palamós CF       | 2-1       | UE Calella     |
| 1987 | VIII   | Palamós CF       | 3-1       | CE Banyoles    |
| 1988 | IX     | Palamós CF       | 4-1       | UE Calella     |
| 1989 | X      | Palamós CF       | 1-1 (pen) | São José EC    |
| 1990 | XI     | Palamós CF       | 3-1       | AD Cabofrinese |
| 1991 | XII    | Palamós CF       | 6-1       | América RJ     |
| 1992 | XIII   | Real Zaragoza    | 1-1 (pen) | Palamós CF     |
| 1993 | XIV    | Palamós CF       | 1-0       | Girona FC      |
| 1994 | XV     | Palamós CF       | 2-2 (pen) | CE Sabadell    |
| 1995 | XVI    | Palamós CF       | 1-0       | CE Manresa     |
| 1996 | XVII   | Palamós CF       | 1-0       | AEC Manlleu    |
| 1997 | XVIII  | UDA Gramenet     | 2-0       | Palamós CF     |
| 1998 | XIX    | Real Madrid CF B | 3-1       | Palamós CF     |
| 1999 | XX     | UE Figueres      | 1-0       | Palamós CF     |
| 2000 | XXI    | CE Sabadell      | 3-2       | Palamós CF     |
| 2001 | XXII   | Villarreal CF    | 0-0 (pen) | Palamós CF     |
| 2002 | XIII   | Palamós CF       | 3-1       | Terrassa FC    |
| 2003 | XXIV   | Terrassa FC      | 2-1       | Palamós CF     |
| 2004 | XXV    | Girona FC        | 1-0       | Palamós CF     |
| 2005 | XXVI   | UE Figueres      | 2-1       | Palamós CF     |
| 2006 | XXVII  | UE Figueres      | 1-1 (pen) | Palamós CF     |
| 2007 | XXVIII | Palamós CF       | 2-1       | CF Peralada    |
| 2008 | XXIX   | Girona FC        | 2-1       | Palamós CF     |
| 2009 | XXX    | FC Barcelona B   | 1-0       | Palamós CF     |
| 2010 | XXXI   | CF Badalona      | 1-0       | Palamós CF     |
| 2011 | XXXII  | UE Olot          | 1-0       | Palamós CF     |
| 2012 | XXXIII | RCD Español B    | 2-1       | Palamós CF     |

## Campions
| Equip            | Títols | Edicions                                                                           |
| ---------------- | ------ | ---------------------------------------------------------------------------------- |
| Palamós CF       | 14     | 1982, 1984, 1986, 1987, 1988, 1989, 1990, 1991, 1993, 1994, 1995, 1996, 2002, 2007 |
| Girona FC        | 3      | 1985, 2004, 2008                                                                   |
| UE Figueres      | 3      | 1999, 2005, 2006                                                                   |
| RCD Español B    | 2      | 1983, 2012                                                                         |
| CD Malgrat       | 1      | 1980                                                                               |
| CE Júpiter       | 1      | 1981                                                                               |
| Real Zaragoza    | 1      | 1992                                                                               |
| UDA Gramenet     | 1      | 1997                                                                               |
| Real Madrid CF B | 1      | 1998                                                                               |
| CE Sabadell      | 1      | 2000                                                                               |
| Villarreal CF    | 1      | 2001                                                                               |
| Terrassa FC      | 1      | 2003                                                                               |
| FC Barcelona B   | 1      | 2009                                                                               |
| CF Badalona      | 1      | 2010                                                                               |
| UE Olot          | 1      | 2011                                                                               |